# Referendumul constituțional din România, 1986
Referendumul constituțional din 1986 a avut loc la 23 noiembrie 1986. Alegătorii au fost întrebați dacă sunt de acord cu reducerea dimensiunii armatei și reducerea cheltuielilor militare cu 5%.
În urma referendumului, guvernul a redus dimensiunea Forțelor Armate cu 10.000 de militari, 250 de tancuri și alte vehicule armate, 130 de tunuri și aruncătoare de mine și 26 de avioane de luptă și elicoptere, în timp ce cheltuielile militare au fost reduse cu 1,35 miliarde de lei. Resursele umane și financiare economisite au fost alocate unor programe de dezvoltare economică și socială. Activele militare au fost redistribuite, cum ar fi tancurile au fost dezarmate și utilizate în agricultură și pentru a îmbunătăți programele de irigare.

## Context
La 23 octombrie 1986, Marea Adunare Națională a schimbat constituția pentru a permite referendumurile, iar vârsta de vot a fost redusă la 14 ani la propunerea președintelui Nicolae Ceaușescu.
Cu ocazia Anului Internațional al Păcii stabilit de Națiunile Unite, a fost promulgată Legea nr. 20/1986 privind reducerea cheltuielilor cu armele, care prevedea organizarea unui referendum de confirmare a acesteia. Consiliul de Stat a stabilit data referendumului prin Decretul nr. 360 din 5 noiembrie 1986.

## Rezultate
La referendum au fost înregistrați 16.703.845 de alegători, dintre care doar 224 de alegători înregistrați nu au votat. În corpul electoral au fost incluși 1.577.357 de tineri cu vârste cuprinse între 14 și 18 ani, dintre care au votat 1.577.353.
| Alegere                      | Voturi     | %   |
| ---------------------------- | ---------- | --- |
| Pentru                       | 16.703.621 | 100 |
| Împotrivă                    | 0          | 0   |
| Total voturi                 | 16.703.621 | 100 |
| Total alegători înregistrați | 16.703.845 | 100 |
| Sursa: Direct Democracy      |            |     |

## Urmare
Ceaușescu a făcut apel la statele europene, Statele Unite ale Americii și Canada să reducă unilateral, cheltuielile cu armamentul, trupele și cheltuielile militare cu 5%, în convingerea că o astfel de reducere nu le va compromite capacitățile militare defensive, ci ar contribui la facilitarea dialogului pentru negocierile de dezarmare.